# کالوگانگا
کالوگانگا (به لاتین: Kaluganga) یک منطقهٔ مسکونی در سری‌لانکا است که در استان مرکزی (سری‌لانکا) واقع شده‌است.